# Aída Bortnik
Aída Bortnik (7 tháng 1 năm 1938 – 27 tháng 4 năm 2013) là một biên kịch người Argentina, được đề cử giải Oscar cho tác phẩm của bà trong bộ phim La historia oficial (1985). Bà nổi tiếng nhờ viết kịch bản cho cả bộ phim đầu tiên của Argentina được đề cử cho giải Oscar (The Truce, 1974) và bộ phim đầu tiên của Argentina đoạt giải Oscar (La historia oficial).

## Nghề nghiệp
Sau khi bắt đầu sự nghiệp với tư cách là một biên kịch truyền hình vào năm 1971, Bortnik đồng sáng tác với đạo diễn Sergio Renán kịch bản cho The Truce (1974), dựa trên tiểu thuyết cùng tên của Mario Benedetti. Đây là bộ phim đầu tiên của Argentina được đề cử cho giải Oscar (giải Oscar cho phim ngoại ngữ xuất sắc nhất) vào năm 1975, nhưng đã thua cuộc với bộ phim Amarcord của Federico Fellini. Năm đó, Bortnik đồng sáng tác Una mujer, đạo diễn Juan José Stagnaro. Sau ba năm nghỉ ngơi, Bortnik đã làm việc thêm một lần nữa với Renán trong việc viết kịch bản vào năm 1977 cho cuốn tiểu thuyết của Haroldo Conti, Crecer de golpe. Sau đó, cô đồng sáng tác La isla (1979) với đạo diễn Alejandro Doria.
Năm 1985, Bortnik đồng sáng tác với nhà văn kiêm đạo diễn Luis Puenzo một kịch bản cho một bộ phim về cuộc chiến tranh bẩn thỉu, gần đây đã chấm dứt. Bộ phim tố cáo sự tàn bạo của chế độ quân sự và khiến các chế độ độc tài tàn bạo được biết đến trên toàn thế giới. Bộ phim đã đoạt giải Oscar cho phim nước ngoài hay nhất năm 1986, và đã giành được Bortnik một đề cử cho kịch bản hay nhất, Kịch bản được viết trực tiếp cho màn ảnh, chia sẻ cùng với Puenzo. Cùng năm đó, cô đồng sáng tác Pobre mariposa với đạo diễn Raúl de la Torre. Năm 1989, Bortnik giúp Puenzo viết kịch bản cho cuốn tiểu thuyết Old Gringo của Carlos Fuentes, một sản phẩm của Hoa Kỳ;dự án duy nhất không phải của phim Argentina mà trong đó Bortnik đã tham gia.